# Колокольцев, Константин Сергеевич
Константин Сергеевич Колокольцев (17 (29) октября 1886, Оренбургская губерния — после 1920) — войсковой старшина, командир Оренбургского 1-го казачьего полка (1918), участник Голодного похода (1919), кавалер пяти орденов. Брат А. С. Колокольцева.

## Биография
Родился 17 (29) октября 1886 года в станице Оренбургской первого военного отдела Оренбургского казачьего войска в семье местного чиновника.
Получил общее образование в Троицкой гимназии, после чего поступил в Оренбургский Неплюевский кадетский корпус, из которого выпустился по первому разряду. Затем переехал в Санкт-Петербург, где начал учиться в столичном Николаевском кавалерийском училище — окончил его также по первому разряду.
С самого конца августа 1904 года приступил к службе в Русской императорской армии. В конце марта 1906 года произведён в хорунжие; затем, в начале мая 1909 года — в сотники. В начале октября 1913 года получил звание подъесаула. В 1916 году дослужился до казачьего есаула (со старшинством с сентября 1916). После Февральской революции и отречения Николая II, в середине сентября 1918 года, стал войсковым старшиной Русской армии, с формулировкой «за боевые отличия» и старшинством с января того же года.
С 1906 по 1908 годы проходил действительную службу в Оренбургском 2-м казачьем полку: числился в нём также и в 1910, и в 1914 годах. Прошёл с данным соединением всю Великую войну. С середины мая 1916 года командовал первой сотней Второго полка, а на начало 1918 — числился заведующим полковым хозяйством. Уже в разгар Гражданской войны, в начале августа 1918 года, был переведён из Сакмарского конного полка в Оренбургский 1-й казачий полк — буквально через несколько дней был отправлен с этим полком на Самаро-Уфимский фронт.
Состоял в должности командира 1-го полка (по состоянию на сентябрь 1918 года). Стал участником Голодного похода в ноябре-декабре 1919 года. Вместе со своим полком вошёл в состав отряда генерала А. С. Бакича — как часть 1-й Оренбургской казачьей дивизии. В тот же период (около 1920 года) его брат, Александр, возглавлял 2-ю бригаду той же, первой, дивизии. Последнее, что известно о К. Колокольцеве, это факт его эмиграции в Китай около 1920 года.

## Награды
- Орден Святого Станислава 3 степени (1910)
- Орден Святой Анны 4 степени (1914—1917): «за храбрость»
- Орден Святой Анны 3 степени с мечами и бантом (1914—1917)
- Орден Святого Станислава 2 степени с мечами (1914—1917)
- Орден Святой Анны 2 степени с мечами (1914—1917)[1]

## Семья
Брат (старший): Александр Сергеевич Колокольцев (Колокольцов, 1870—1932) — генерал-майор Белого движения, командир Оренбургского 8-го казачьего полка (1918) и второй бригады 1-й Оренбургской казачьей дивизии (1920), участник Голодного похода (1919).